# Acolasis subocellata
Acolasis subocellata är en fjärilsart som beskrevs av William Schaus 1906. Acolasis subocellata ingår i släktet Acolasis och familjen nattflyn. Inga underarter finns listade i Catalogue of Life.